# 新城乡 (石屏县)
新城乡，是中华人民共和国云南省红河哈尼族彝族自治州石屏县下辖的一个乡镇级行政单位。

## 行政区划
新城乡下辖以下地区：
新城村、盘指挥村、下新寨村和马扒岭村。